# Ebnet (Naturschutzgebiet)
Ebnet ist ein Naturschutzgebiet im Kaiserstuhl im Landkreis Breisgau-Hochschwarzwald in Baden-Württemberg. Es ist ein typisches Beispiel der früher weit verbreiteten, durch extensive Nutzung entstandenen Kulturlandschaft des Kaiserstuhls mit einer großen Artenvielfalt.

## Geographie
Das Naturschutzgebiet im Naturraum Kaiserstuhl liegt auf dem Gebiet der Stadt und Gemeinde Vogtsburg im Kaiserstuhl, zwischen den Ortsteilen Achkarren und Oberrotweil. Es befindet sich auf der Gemarkung Oberrotweil ungefähr einem Kilometer südlich von Oberrotweil und einem Kilometer nördlich von Achkarren zwischen dem Steingrubenberg und dem Schneckenberg in etwa 270 m ü. NHN. Das Gebiet erstreckt sich teilweise in einer Steilhanglage zum obersten Rand des Tals Ellenbuch.

## Steckbrief
Das Gebiet wurde per Verordnung am 11. November 1985 als Naturschutzgebiet ausgewiesen und wird unter der Schutzgebietsnummer 3.152 beim Regierungspräsidium Freiburg geführt. Es hat eine Fläche von 1,5 Hektar und ist in die IUCN-Kategorie IV, ein Biotop- und Artenschutzgebiet, eingeordnet. Die WDPA-ID lautet 162837 und entspricht dem europäischen CDDA-Code und der EUNIS-Nr.
Der Schutzzweck „ist die Erhaltung des für die überbrachte Kulturlandschaft des Kaiserstuhls typischen Gebietes in seiner Gesamtheit mit einer Vielfalt von Tier - und Pflanzengesellschaften, denen zahlreiche seltene und vom Aussterben bedrohte Arten angehören.“

## Flora und Fauna
Das kleine Naturschutzgebiet beherbergt eine Vielzahl von Biotopen unter anderem Halbtrockenrasen und Buschwald mit den zugehörigen Saumgesellschaften. Hier kommen viele geschützte Tier und Pflanzenarten vor. Hervorzuheben ist das Vorkommen der Orchidee Violetter Dingel (Limodorum abortivum), der in Deutschland nur an wenigen Orten gedeiht.